# 莫里斯·懷特
莫里斯·懷特（英語：Maurice White，1941年12月19日—2016年2月4日）是美國音樂家、歌手、詞曲作家、唱片製作人和編曲人。他是樂團大地風火的創始成員，與菲力普·貝利一同擔任主唱並身兼樂團的主詞曲作家和唱片製作人。
懷特被Allmusic和《告示牌》譽為「音樂文藝復興人士」以及「大師級人物」。他獲得了總共22項葛萊美獎提名，並贏得其中7座。懷特皆以大地風火成員身分入選搖滾名人堂和聲樂團體名人堂，也以個人身分入選詞曲作家名人堂。
懷特曾與其他幾位著名藝人合作，包括丹妮絲·威廉斯、情感合唱團、芭芭拉·史翠珊和尼爾·戴門等。

## 逝世
2016年2月4日早晨，长期受帕金森病折磨的怀特在洛杉矶家中于睡梦中辞世，享年74岁。

## 外部連結
- 官方网站
- 卡林巴娛樂 （页面存档备份，存于）
- 卡林巴音樂 （页面存档备份，存于）
- 大地風火官方網站 （页面存档备份，存于）
- 莫里斯·懷特在Allmusic上的頁面